# British Academy Film Award du meilleur scénario
Le British Academy Film Award du meilleur scénario (British Academy Film Award for Best Screenplay) est une récompense cinématographique britannique décernée entre 1955 et 1983 par la British Academy of Film and Television Arts (BAFTA) lors de la cérémonie annuelle des British Academy Film Awards.
De 1955 à 1968, il n'y avait qu'une seule catégorie nommée Meilleur scénario britannique. En 1969, elle est renommée Meilleur scénario, pour être finalement divisée en deux nouvelles catégories en 1984 :
- British Academy Film Award du meilleur scénario original
- British Academy Film Award du meilleur scénario adapté.

## Palmarès
Note : les gagnants sont indiqués en gras. Les années indiquées sont celles au cours desquelles la cérémonie a eu lieu, soit l'année suivant leur sortie en salles (au Royaume-Uni).
Le symbole ♕ rappelle le gagnant et ♙ une nomination à l'Oscar du meilleur scénario original ou adapté la même année.

### Années 1950
De 1955 à 1968 : Meilleur scénario britannique.
- 1955 : Évasion (The Young Lovers) – George Tabori ; Robin Estridge
  - Toubib or not Toubib (Doctor in the House) – Nicholas Phipps
  - Chaussure à son pied (Hobson's Choice) – David Lean ; Norman Spencer ; Wynyard Browne
  - Monsieur Ripois – Hugh Mills ; René Clément
  - Roméo et Juliette (Romeo and Juliet) – Renato Castellani
  - Les Hommes ne comprendront jamais (The Divided Heart) – Jack Whittingham
  - The Maggie – William Rose
  - La Flamme pourpre (The Purple Plain) – Eric Ambler
- 1956 : Tueurs de dames (The Ladykillers) – William Rose ♙
  - Rendez-vous à Rio (Doctor at Sea) – Nicholas Phipps ; Jack Davies
  - Un mari presque fidèle (The Constant Husband) – Sidney Gilliat ; Val Valentine
  - Les Briseurs de barrages (The Dam Busters) – R.C. Sherriff
  - L'Autre Homme – Terence Rattigan
  - The Night My Number Came Up – R.C. Sherriff
  - L'Emprisonné (The Prisoner) – Bridget Boland
  - Touch and Go – William Rose
  - Simba – John Baines
- 1957 : L'Homme qui n'a jamais existé (The Man Who Never Was) – Nigel Balchin
  - Ma vie commence en Malaisie (A Town Like Alice) – W.P. Lipscomb ; Richard Mason
  - Private's Progress – Frank Harvey ; John Boulting
  - Vainqueur du ciel (Reach for the Sky) – Lewis Gilbert
  - Smiley – Moore Raymond ; Anthony Kimmins
  - La Bataille du Rio de la Plata (The Battle of the River Plate) – Michael Powell ; Emeric Pressburger
  - Une bombe pas comme les autres (The Green Man) – Sidney Gilliat ; Frank Launder
  - Trois Hommes dans un bateau (Three Men in a Boat) – Hubert Gregg ; Vernon Harris
  - Yield to the Night – John Cresswell ; Joan Henry
- 1958 : Le Pont de la rivière Kwaï (The Bridge on the River Kwai) – Pierre Boulle ♕
  - Anastasia – Arthur Laurents
  - Train d'enfer (Hell Drivers) – John Kruse ; Cy Endfield
  - The Birthday Present – Jack Whittingham
  - Flammes dans le ciel (The Man in the Sky) – William Rose ; John Eldridge
  - Le Prince et la Danseuse (The Prince and the Showgirl) – Terence Rattigan
  - Sous le plus petit chapiteau du monde (The Smallest Show on Earth) – William Rose ; John Eldridge
  - Le Scandale Costello (The Story of Esther Costello) – Charles Kaufman
  - Alerte en Extrême-Orient (Windom's Way) – Jill Craigie
  - La Femme en robe de chambre (Woman in a Dressing Gown) – Ted Willis
- 1959 : Ordres d'exécution (Orders to Kill) – Paul Dehn

### Années 1960
- 1960 : Après moi le déluge (I'm All Right Jack) – Frank Harvey ; John Boulting ; Alan Hackney
  - L'Enquête de l'inspecteur Morgan (Blind Date) – Ben Barzman ; Millard Lampell
  - Expresso Bongo – Wolf Mankowitz
  - Les Corps sauvages (Look Back in Anger) – Nigel Kneale
  - No Trees in the Street – Ted Willis
  - Aux frontières des Indes (North West Frontier) – Robin Estridge
  - Opération Scotland Yard (Sapphire) – Janet Green
  - De la bouche du cheval (The Horse's Mouth) – Alec Guinness
  - Les Yeux du témoin (Tiger Bay) – John Hawkesworth ; Shelley Smith
- 1961 : Le Silence de la colère (The Angry Silence) – Bryan Forbes ♙
  - A Touch of Larceny – Roger MacDougall ; Guy Hamilton ; Ivan Foxwell
  - Un homme pour le bagne (Hell Is a City) – Val Guest
  - Samedi soir, dimanche matin (Saturday Night and Sunday Morning) – Alan Sillitoe
  - Le Jour où l'on dévalisa la banque d'Angleterre (The Day They Robbed the Bank of England) – Howard Clewes
  - Le Cabotin (The Entertainer) – John Osborne ; Nigel Kneale
  - Hold-up à Londres (The League of Gentlemen) – Bryan Forbes
  - Les Dessous de la millionnaire (The Millionairess) – Wolf Mankowitz
  - The Trials of Oscar Wilde – Ken Hughes
  - Les Fanfares de la gloire (Tunes of Glory) – James Kennaway ♙
- 1962 : (ex æquo)
  - Un goût de miel (A Taste of Honey) – Shelagh Delaney ; Tony Richardson
  - Le Jour où la Terre prit feu (The Day the Earth Caught Fire) – Wolf Mankowitz ; Val Guest
    - Flame in the Streets – Ted Willis
    - Les Canons de Navarone (The Guns of Navarone) – Carl Foreman ♙
    - La Victime (Victim) – Janet Green ; John McCormick
    - Whistle Down the Wind – Keith Waterhouse ; Willis Hall
- 1963 : Lawrence d'Arabie (Lawrence of Arabia) – Robert Bolt ♙
  - Un amour pas comme les autres (A Kind of Loving) – Willis Hall ; Keith Waterhouse
  - Billy Budd – Peter Ustinov ; DeWitt Bodeen
  - On n'y joue qu'à deux (Only Two Can Play) – Bryan Forbes
  - La Belle des îles (Tiara Tahiti) – Geoffrey Cotterell ; Ivan Foxwell
  - Les Femmes du général (Waltz of the Toreadors) – Wolf Mankowitz
- 1964 : Tom Jones – John Osborne ♕
  - Billy le menteur (Billy Liar) – Keith Waterhouse ; Willis Hall
  - The Servant – Harold Pinter
  - Le Prix d'un homme (This Sporting Life) – David Storey
- 1965 : Le Mangeur de citrouilles (The Pumpkin Eater) – Harold Pinter
  - Becket – Edward Anhalt ♕
  - Docteur Folamour ou : comment j'ai appris à ne plus m'en faire et à aimer la bombe (Dr. Strangelove or: How I Learned to Stop Worrying and Love the Bomb) – Stanley Kubrick ; Peter George ; Terry Southern ♙
  - Le Rideau de brume (Séance on a Wet Afternoon) – Bryan Forbes
- 1966 : Darling – Frederic Raphael ♕
  - La Colline des hommes perdus (The Hill) – Ray Rigby
  - Ipcress – Danger immédiat (The Ipcress File ) – Bill Canaway ; James Doran
  - Le Knack... et comment l'avoir (The Knack…and How to Get It) – Charles Wood
- 1967 : Morgan (Morgan: A Suitable Case for Treatment) – David Mercer
  - Alfie le dragueur (Alfie) – Bill Naughton ♙
  - En Angleterre occupée (It Happened Here) – Kevin Brownlow ; Andrew Mollo
  - Le Secret du rapport Quiller (The Quiller Memorandum) – Harold Pinter
- 1968 : Un homme pour l'éternité (A Man for All Seasons) – Robert Bolt ♕
  - Accident – Harold Pinter
  - M.15 demande protection (The Deadly Affair) – Paul Dehn
  - Voyage à deux (Two for the Road) – Frederic Raphael ♙

De 1969 à 1983 : Meilleur scénario.
- 1969 Le Lauréat (The Graduate) – Calder Willingham ; Buck Henry ♕
  - If... – David Sherwin
  - Le Lion en hiver (The Lion in Winter) – James Goldman ♕

### Années 1970
- 1970 : Macadam Cowboy (Midnight Cowboy) – Waldo Salt ♕
  - Goodbye Columbus – Arnold Schulman ♙
  - Love (Women in Love) – Larry Kramer ♙
  - Z – Costa-Gavras ; Jorge Semprún ♙
- 1971 : Butch Cassidy et le Kid (Butch Cassidy and the Sundance Kid) – William Goldman ♕
  - Bob et Carole et Ted et Alice (Bob & Carol & Ted & Alice) – Paul Mazursky ; Larry Tucker ♙
  - Kes – Barry Hines ; Ken Loach ; Tony Garnett (en)
  - On achève bien les chevaux (They Shoot Horses, Don't They?) – James Poe ; Robert E. Thompson
- 1972 : Le Messager (The Go-Between) – Harold Pinter
  - Gumshoe – Neville Smith
  - Un dimanche comme les autres (Sunday Bloody Sunday) – Penelope Gilliatt ♙
  - Taking Off – Miloš Forman ; John Guare ; Jean-Claude Carrière ; Jon Klein
- 1973 : (ex æquo) 
  - L'Hôpital (The Hospital) – Paddy Chayefsky ♕
  - La Dernière Séance (The Last Picture Show) – Larry McMurtry ; Peter Bogdanovich
    - Orange mécanique (A Clockwork Orange) – Stanley Kubrick ♙
    - Cabaret – Jay Presson Allen ♙
- 1974 : Le Charme discret de la bourgeoisie – Luis Buñuel ; Jean-Claude Carrière ♙
  - Une maîtresse dans les bras, une femme sur le dos (A Touch of Class) – Anthony Shaffer ♙
  - Le Limier (Sleuth) – Anthony Shaffer
  - Chacal (The Day of the Jackal) – Kenneth Ross
- 1975 : (ex æquo) 
  - Chinatown – Robert Towne ♕
  - La Dernière Corvée (The Last Detail) – Robert Towne ♙
    - Le shérif est en prison (Blazing Saddles) – Mel Brooks ; Norman Steinberg (en) ; Andrew Bergman ; Richard Pryor ; Alan Uger
    - Lacombe Lucien – Louis Malle ; Patrick Modiano
    - Conversation secrète (The Conversation) – Francis Ford Coppola ♙
- 1976 : Alice n'est plus ici (Alice Doesn't Live Here Anymore) – Robert Getchell ♙
  - Un après-midi de chien (Dog Day Afternoon) – Frank Pierson ♕
  - Les Dents de la mer (Jaws) – Peter Benchley ; Carl Gottlieb
  - Nashville – Joan Tewkesbury
- 1977 : Bugsy Malone – Alan Parker ♙
  - Les Hommes du président (All the President's Men) – William Goldman ♕
  - Vol au-dessus d'un nid de coucou (One Flew Over the Cuckoo's Nest) – Lawrence Hauben ; Bo Goldman ♕
  - The Sunshine Boys – Neil Simon
- 1978 : Annie Hall – Woody Allen ; Marshall Brickman ♕
  - Un pont trop loin (A Bridge Too Far) – Peter Shaffer
  - Network – Paddy Chayefsky ♕
  - Rocky – Sylvester Stallone ♙
- 1979 : Julia – Alvin Sargent ♙
  - Un mariage (A Wedding) – John Considine ; Patricia Resnick ; Allan F. Nicholls ; Robert Altman
  - Rencontres du troisième type (Close Encounters of the Third Kind) – Steven Spielberg ♙
  - Adieu, je reste (The Goodbye Girl) – Neil Simon ♙

### Années 1980
- 1980 : Manhattan – Woody Allen ; Marshall Brickman ♙
  - Le Syndrome chinois (The China Syndrome) – Mike Gray ; T. S. Cook ; James Bridges ♙
  - Voyage au bout de l'enfer (The Deer Hunter) – Deric Washburn ♙
  - Yanks – Colin Welland ; Walter Bernstein
- 1981 : Bienvenue, Mister Chance (Being There) – Jerzy Kosinski
  - Y a-t-il un pilote dans l'avion ? (Airplane!) – Jim Abrahams ; David Zucker ; Jerry Zucker
  - Kramer contre Kramer (Kramer vs. Kramer) – Robert Benton ♕
  - Elephant Man (The Elephant Man) – Christopher De Vore ; Eric Bergren ; David Lynch ♙
- 1982 : Une fille pour Gregory (Gregory's Girl) – Bill Forsyth ♙
  - Atlantic City – John Guare ♙
  - Les Chariots de feu (Chariots of Fire) – Colin Welland ♙
  - La Maîtresse du lieutenant français (The French Lieutenant's Woman) – Harold Pinter ♙
- 1983 : Missing – Costa-Gavras ; Donald E. Stewart ♕
  - E.T. l'extra-terrestre (E.T.: The Extra-Terrestrial) – Melissa Mathison ♙
  - Gandhi – John Briley ♕
  - La Maison du lac (On Golden Pond) – Ernest Thompson ♕

En 1984, scission en 2 catégories : Meilleur scénario original et Meilleur scénario adapté.

## Récompenses et nominations multiples

### Nominations multiples
6 : Harold Pinter
5 : William Rose
4 : Bryan Forbes, Wolf Mankowitz
3 : Willis Hall, Keith Waterhouse, Ted Willis
2 : Woody Allen, Robert Bolt, John Boulting, Marshall Brickman, Jean-Claude Carrière, Paddy Chayefsky, Costa-Gavras, Paul Dehn, John Eldridge, Robin Estridge, Ivan Foxwell, Sidney Gilliat, Janet Green, William Goldman, John Guare, Val Guest, Frank Harvey, Nigel Kneale, Stanley Kubrick, Nicholas Phipps, R.C. Sherriff, John Osborne, Frederic Raphael, Terence Rattigan, Anthony Shaffer, Neil Simon, Robert Towne, Colin Welland, Jack Whittingham

### Récompenses multiples
2 / 2 : Woody Allen, Robert Bolt, Marshall Brickman, Robert Towne
2 / 6 : Harold Pinter